# Босилово (община)
Боси́лово (макед. Општина Босилово) — община в Северной Македонии. Расположена на юго-востоке страны. Население составляет 14 260 человек (2002 год).
Административный центр — село Босилово.
Площадь территории общины 161,99 км².
Кроме Босилова в состав общины входят ещё 15 сёл: Бориево, Гечерлия, Дрвош, Еднокукево, Иловица, Моноспитово, Петралинци, Радово, Робово, Сарай, Секирник, Старо-Балдовци, Турново, Хамзали и Штука
Граничит с общинами Северной Македонии:
- на северо-западе — с общиной Василево;
- на северо-востоке — с общиной Берово;
- на юго-востоке — с общиной Ново-Село;
- на юго западе — с общиной Струмица.